# Labiaplastie
La labiaplastie ou nymphoplastie, parfois orthographiée labioplastie et quelquefois appelée réduction des petites lèvres ou réduction labiale, est une intervention de chirurgie plastique sur les grandes lèvres et/ou les petites lèvres, qui sont des replis externes de la peau entourant les structures de la vulve.
Le procédé implique de raccourcir des lèvres étirées. Quand on crée des lèvres là où il n'en existait pas auparavant, l’intervention est généralement pratiquée dans le cadre d'une plastie vaginale. Lorsque la labiaplastie est complète, on parle de nymphectomie.
Les réductions des grandes lèvres sont possibles mais plus rarement effectuées. Diverses techniques chirurgicales sont utilisées pour ce type de chirurgie plastique. En plus des déficiences fonctionnelles, les motifs esthétiques sont principalement invoqués pour justifier l'intervention.
Selon la société allemande de chirurgie esthétique, cette procédure est de plus en plus demandée ces dernières années ; elle représente aujourd'hui dans certains pays la forme la plus populaire de chirurgie plastique. La réduction labiale pour des motifs esthétiques est souvent critiquée par les professionnels et les non-professionnels, qui sont préoccupés par le fait que le désir de cette intervention est suscité par une certaine forme de marketing et par une mauvaise image que des femmes auraient d'elles-mêmes et de leur corps.

## Techniques chirurgicales

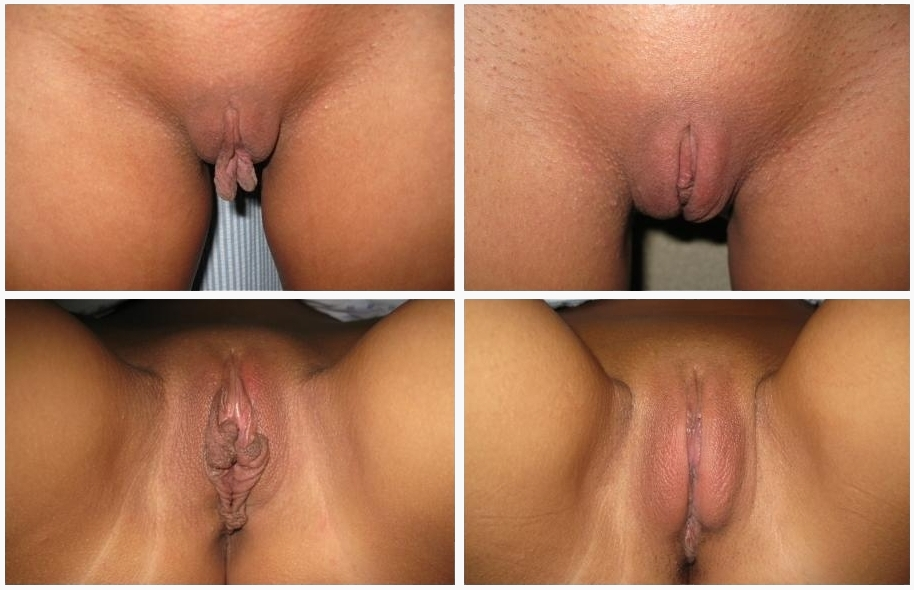
Réduction des petites lèvres : avant (à gauche) et après (à droite) l'opération.

La labiaplastie réduit la taille de l'une ou des deux paires de lèvres. Elle peut également être utilisée pour réparer les lèvres abîmées par une maladie ou une blessure et surtout après un accouchement qui peut être à l'origine d'une macronymphie. En outre, une ablation du capuchon peut être effectuée en même temps, ce qui expose le clitoris dans le but d'augmenter la stimulation sexuelle de l'organe érectile. L’ablation du capuchon est parfois utilisée pour traiter les dysfonctions sexuelles comme l'anorgasmie.
Encore récemment et jusqu'en 1999, les chirurgiens effectuaient généralement le raccourcissement des lèvres par amputation de la partie saillante, puis par suture chirurgicale des bords. Toutefois, cette procédure créait parfois une ligne de suture fragile et rigide et faisait disparaître la courbure et la pigmentation naturelle des petites lèvres. En outre, il existait d'autres problèmes auxquels l'amputation, désignée sous le nom de nymphectomie, n’apportait pas de solution réelle.
Quelques années plus tard, de nombreux chirurgiens ont ajouté les lasers à leur arsenal thérapeutique et ont commencé à utiliser des techniques chirurgicales plus raffinées, telles que la « résection du coin inférieur » et la reconstruction du lambeau supérieur. Au cours de l’analyse des résultats, les chirurgiens ont étudié les dossiers de vingt patientes ayant subi une labiaplastie par ce procédé. 95,2 % des patientes faisaient état de résultats très satisfaisants à 46 mois. Alors que parmi les cinq cas de complications survenus, tous sauf un ont été traités immédiatement en postopératoire et n'ont pas nécessité de séjours à hôpital ni provoqué de retard de guérison.
La labiaplastie est presque toujours une intervention ambulatoire réalisée sous anesthésie. Il existe un débat sur le choix entre l'anesthésie locale et l'anesthésie générale de courte durée et sur la question de savoir laquelle offre un meilleur confort à la patiente. Après l’opération, les patientes peuvent ressentir un inconfort et un œdème modéré qui disparaissent, dans la plupart des cas, au bout d'une à deux semaines. Une durée de cicatrisation allant de trois à quinze jours est signalée sur les sites web de certains chirurgiens.

## Risques
La labiaplastie, en comparaison d'autres interventions communément pratiquées, exige une opération supplémentaire dans cinq à sept pour cent des cas. Alors que l’American Society of Plastic Surgeons (FSA) a répertorié 1 000 cas seulement de « rénovation vaginale » en 2006, la dernière année pour laquelle on dispose de statistiques américaines, les chirurgiens des États-Unis et du Royaume-Uni, ainsi que d'autres pays développés, rapportent que ce type d’intervention semble être en croissance exponentielle. Les organisations professionnelles de chirurgie plastique comme l’American Society for Aesthetic Plastic Surgery (ASPS), la British Association of Aesthetic Plastic Surgeons (BAAPS) et l’International Society of Aesthetic Plastic Surgeons ne répertorient pas les labiaplasties parmi les statistiques annuelles globales de chirurgie plastique et cosmétique.

## Réactions des patientes
Selon les chirurgiens plasticiens, les patientes demandent souvent une labiaplastie pour des raisons fonctionnelles ou esthétiques, ou une combinaison des deux. De nombreuses patientes se plaignent que les lèvres étirées deviennent douloureuses au cours de l’exercice, ou lorsqu’elles sont assises pendant une durée prolongée. Une étude rétrospective menée par le Dr John R. Miklos et Robert D. Moore a révélé que près des deux tiers des femmes réclamant une réduction des lèvres le faisaient pour des raisons de douleurs ou d'inconfort.
D'autres patientes expliquent aux médecins que les lèvres de forme allongée peuvent être douloureusement refoulées à l'intérieur du vagin au cours de la pénétration. Certains mannequins, danseuses et actrices se sentent gênées lors du port de maillots de bain et d’autres vêtements révélateurs, car leurs petites lèvres sont visibles à travers des vêtements trop ajustés, ou bien parce que des vêtements trop étroits laissent leurs lèvres s’extérioriser complètement. Les patientes demandant une labiaplastie rapportent également un sentiment d'embarras vis-à-vis de leur partenaire sexuel.
Les médecins, et les principaux médias de masse indiquent que la diffusion généralisée de la pornographie a accru la demande pour la labiaplastie,. Par conséquent, beaucoup plus de gens ont vu des actrices de films pornographiques avec des lèvres raccourcies, et en sont venus à considérer cette apparence de la vulve comme un idéal à atteindre. Celles qui réclament une labiaplastie pour cette raison peuvent ne pas être conscientes du fait que les actrices ont été opérées, mais peuvent souhaiter être opérées pour se conformer à ce qu'elles croient être la « normalité ». Les tendances actuelles de la mode comme les strings, les bikinis, l'épilation à la cire ou le rasage des poils pubiens accroissent la visibilité des lèvres saillantes. L'intervention fait souvent l'objet d'articles dans les magazines féminins, avec des images avant-après.

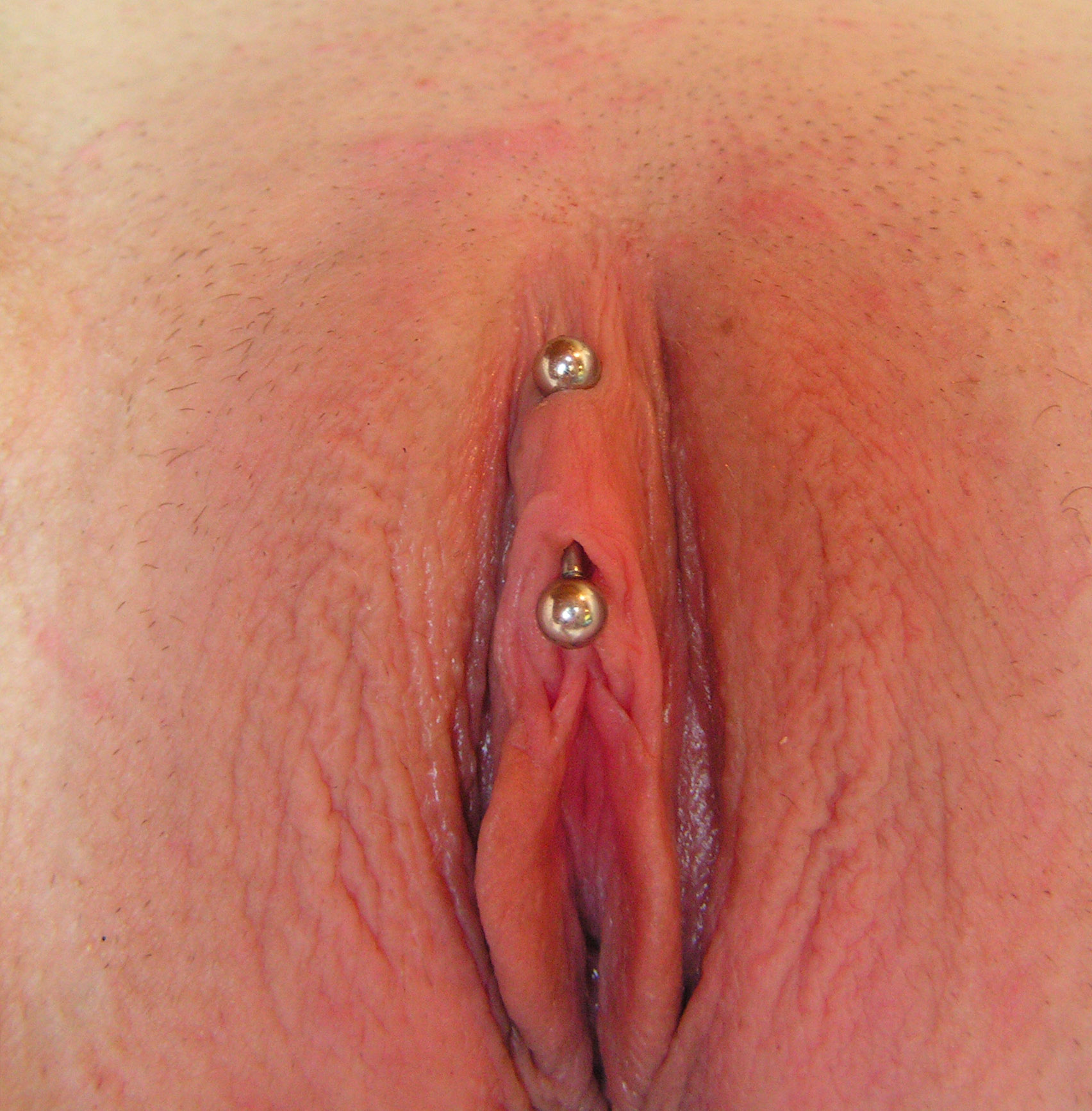
Avant : vulve ornée d’un piercing du capuchon.
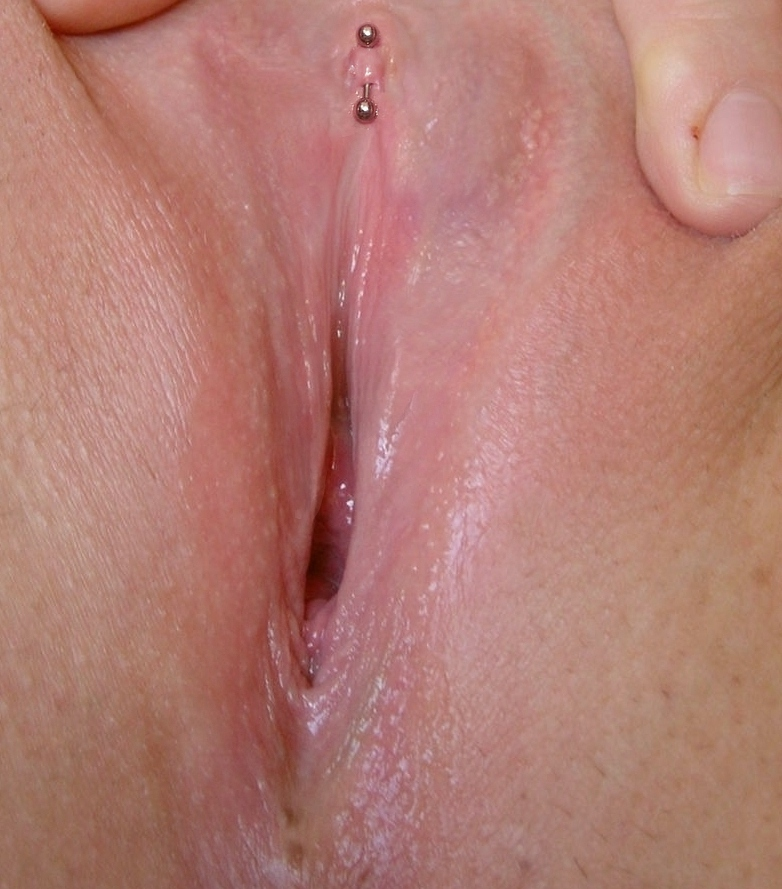
Après ablation des petites lèvres.

Dans un article du British Medical Journal de mai 2007, le psychologue Lih Mei Liao et la gynécologue Sara M. Creighton, ont noté que les demandes pour les plasties génitales à visée esthétique étaient en augmentation et que le National Health Service (UK) (NHS) avait apparemment doublé le nombre de labiaplasties effectuées au cours des cinq dernières années. Liao et Creighton ont interrogé des adultes en bonne santé qui avaient été opérées afin de connaître les motivations pour leur décision de subir une labiaplastie. Beaucoup semblaient être motivées par des questions d'apparence :

« Les patientes veulent que leur vulve soit plate, sans aucune protrusion en dehors des grandes lèvres ... certaines femmes ont apporté pour illustrer l'apparence souhaitée, des images provenant habituellement de photographies publicitaires ou pornographiques, qui peuvent avoir été retouchées par un procédé numérique. »

— Lih Mei Liao and Sara M. Creighton, British Medical Journal, Mai 2007
Une étude sur plus de neuf ans de 163 patientes ayant subi une réduction des petites lèvres a montré un taux de 93 % de satisfaction.

## Controverse
La labiaplastie est controversée parmi les professionnels et les non-professionnels qui sont préoccupés par le fait que le désir de cette intervention est suscité par une certaine forme de marketing et par une mauvaise image que des femmes auraient d'elles-mêmes et de leur corps, véhiculée par des médias diffusant des images d’une morphologie « idéale » des organes génitaux féminins à laquelle il faudrait se conformer, alors qu’en réalité, il existe une grande diversité dans l'apparence de la vulve. L'attention sans cesse accrue que cette intervention chirurgicale reçoit dans les différents médias est considérée comme génératrice de la croissance du marché pour ce type de chirurgie. Pour la plupart des femmes, il s’agit d’une opération de chirurgie esthétique injustifiée, inutile et qui expose sans raison aux risques inhérents à toute intervention chirurgicale. Certains ont comparé cette intervention à d'autres formes de mutilations génitales.
Une autre préoccupation à propos du choix de ce type d’intervention pour des raisons esthétiques, provient du fait que l'anneau de tissu cicatriciel créé à l’entrée de l'orifice vaginal peut provoquer ultérieurement des douleurs et des complications au moment de l'accouchement. Comme cette opération est de plus en plus souvent effectuée sur des jeunes femmes, on peut craindre que les chirurgiens n’avertissent pas suffisamment les femmes des risques à long terme auxquels elles peuvent s’exposer en subissant une labiaplastie.
En septembre 2007, l’American Congress of Obstetricians and Gynecologists (en) (ACOG) a publié un avis sur ce sujet et d'autres interventions gynécologiques, y compris le « rajeunissement du vagin », « la plastie de remodelage vaginal », la « réparation de la virginité », et l’« amplification du point G ». L'avis indique que la sécurité de ces interventions n'a pas été étudiée. L’ACOG recommande que les femmes demandant ces interventions soient informées du manque de données scientifiques sur ces interventions et des risques potentiels associés, tels que l’infection, l’altération des sensations, la dyspareunie, les adhérences et les cicatrices.
En mai 2007, un article paru dans le British Medical Journal condamnait l’engouement pour « remodelage du vagin », et notait que sa popularité trouvait son origine dans l'influence des médias commerciaux. Des réserves similaires ont été exprimées en Australie[réf. nécessaire].
Plus récemment, la pertinence de l’intervention a été remise en question chez les universitaires, les féministes et les professionnels de santé, en particulier aux États-Unis et au Royaume-Uni. Le New View Campaign, un groupe de praticiens en sciences sociales et de cliniciens féministes de New York, s'oppose à la labiaplastie comme entrant dans le cadre d'une tendance à la médicalisation excessive de la sexualité féminine. Le groupe Campaign objecte que la croissance sans réglementation ni contrôle de l’industrie de la chirurgie esthétique des organes génitaux est une médicalisation de la sexualité féminine qui aboutit à la création de nouveaux risques. En Suisse, des auteures travaillant sur cette thématique ont amené une réflexion sur le marquage du corps et le processus de subjectivation auxquels la labioplastie renvoie et ont mis en relief cette intervention avec la pratique de l’excision.
Un rapport international inter agences publié en 2008 par l'Organisation mondiale de la santé a déclaré que « les professionnels de santé ne doivent jamais procéder à des mutilations génitales féminines », citant non seulement les bases fondamentales de l'éthique médicale interdisant d’infliger la souffrance, mais exprimant aussi la crainte que la médicalisation ne donne une légitimité à ces pratiques néfastes. Le New View estime que l’alternative est de légitimer le corps des femmes en leur montrant que la morphologie du sexe des femmes peut prendre dans la réalité des formes diverses, que l’auto dénigrement du corps est d’origine sociale et d’apprendre aux femmes comment accepter leurs organes génitaux tels qu’ils sont et à en apprécier l’apparence.
Parce que certaines critiques faisaient valoir que les femmes demandaient aux chirurgiens plasticiens uniquement qu’ils leur modèlent des organes génitaux plus « acceptables », six universitaires, comprenant les responsables de deux centres d’accueil des femmes et les médecins chefs des quatre départements d'obstétrique et de gynécologie des plus grandes universités américaines, se sont réunis pour organiser une liste de discussion parrainée par l’International Society for the Study of Women’s Sexual Medicine. Les participants ont étudié sérieusement et spécifiquement la chirurgie plastique de la vulve, entre autres sujets, tels que les mutilations génitales féminines dans les pays du tiers monde et désigné six experts ayant une opinion fondée sur des preuves à propos de la chirurgie des organes génitaux de la femme. Plusieurs ont noté que les variations de l'apparence de la vulve sont normales mais que la labiaplastie, comme tout traitement médical, est un droit des femmes. Le groupe a conclu que la chirurgie plastique vulvaire pouvait se justifier seulement après une information de la patiente et, si elle persistait dans sa demande, à condition que l’intervention soit sans danger et qu’elle ne soit pas uniquement réalisée dans le but d’accroître le nombre d’actes chirurgicaux.

## Chirurgie des personnes trans
Chez les personnes trans, la labiaplastie est souvent la deuxième phase d'une plastie vaginale réalisée en deux étapes, celle où les lèvres et le capuchon du clitoris sont créés. Cela est souvent réalisé quelques mois après la première partie de la procédure chirurgicale. Dans certains cas, la labiaplastie est le procédé de choix pour améliorer l'apparence après une plastie vaginale réalisée en une seule étape.